# Rafael (ur. 1982)
Rafael de Andrade Bittencourt Pinheiro (ur. 3 marca 1982 w São Paulo) – brazylijski piłkarz występujący na pozycji bramkarza we włoskim klubie Cagliari Calcio. Wychowanek Juventusu-SP, w swojej karierze grał także w takich zespołach jak Santos FC, São Bento oraz Hellas Verona. Posiada także obywatelstwo włoskie.